# Jardín Botánico de Faisalabad
El Jardín Botánico de Faisalabad (en inglés: Faisalabad Botanical Gardens) es un jardín botánico que está administrado por el "Departamento de Botánica" de la Universidad de Agricultura de Faisalabad, que se encuentra en Faisalabad, Pakistán. Su código de reconocimiento internacional como institución botánica, así como las siglas de su herbario es FAISB.

## Localización
Botanical Gardens, University of Agriculture, Faisalabad Pakistan-Pakistán.31°24′59.3994″N 73°4′37.92″E / 31.416499833, 73.0772000

## Historia
El departamento de Botánica de la universidad administra dos jardines  botánicos y un área experimental como ayuda a la investigación graduada y de la facultad. 
El jardín botánico antiguo, está situado en la colonia de Lalazar, viene desde la creación de la Universidad de la Agricultura de Punjab, en Lyallpur en 1906. Este jardín alberga una colección de plantas indígenas y exóticas. 
El departamento de Botánica ha creado el nuevo jardín botánico, que se extiende por un área de 13 acres de terrenos. En este jardín, se cultivan algunas plantas raras y económicamente importantes tanto de dentro de Pakistán como del exterior. 

## Colecciones
El jardín botánico alberga los siguientes:

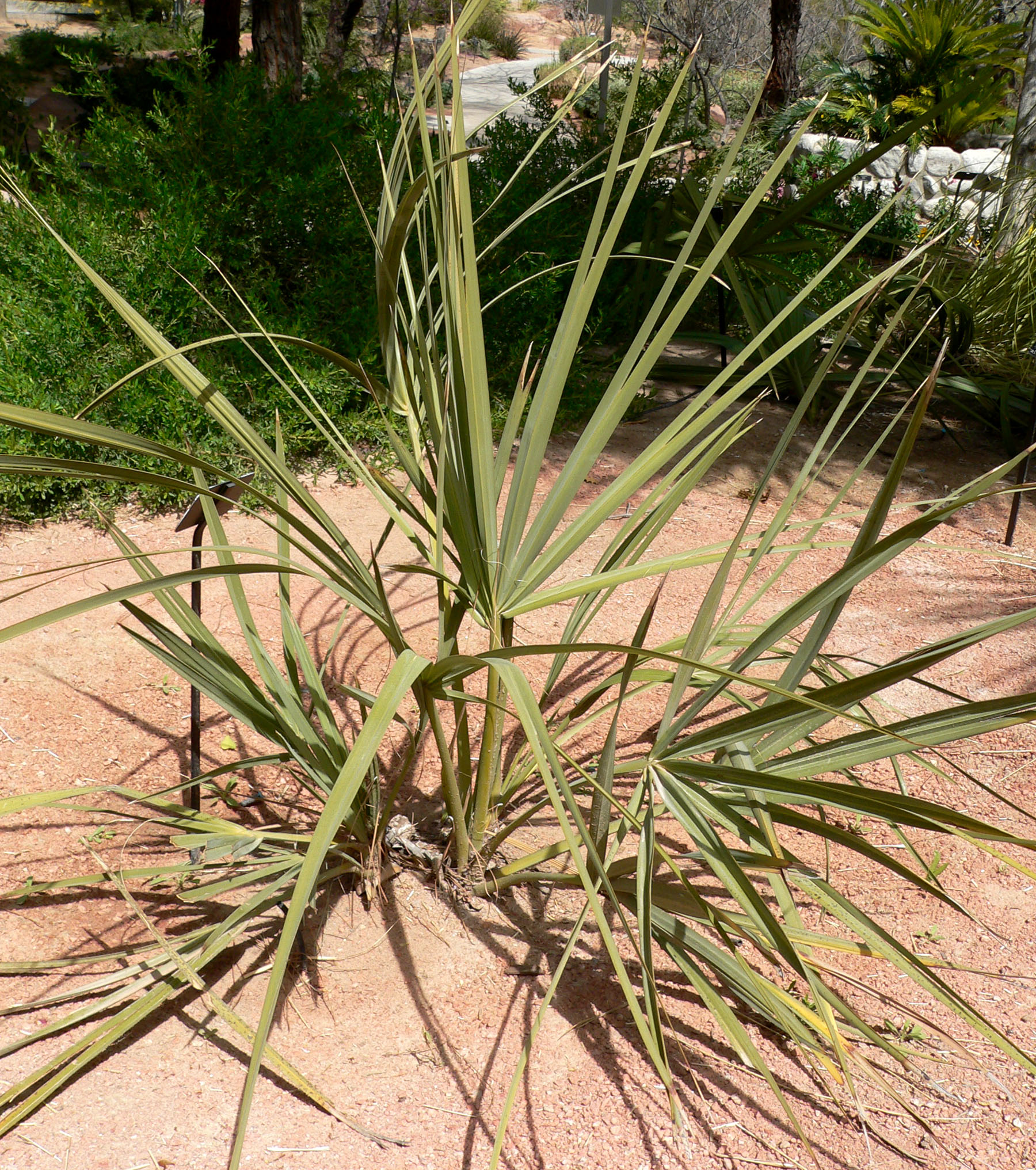
La "Palmera Mazari" (Nannorrhops ritchiana planta endémica de Pakistán amenazada.

- Colección de plantas ornamentales, parras, miembros del NPC especializados en: Apocynaceae, Araliaceae, Aster (Asteraceae), Astroloba, Buxaceae, Caprifoliaceae, Clematis (Ranunculaceae), Cornaceae, Desmodium, Dracena (Liliaceae), Fagaceae, Faucaria (Aizoaceae), Hedysarum,
- Colecciones ex-situ de especies de plantas procedentes de diferentes viveros de las regiones de Faisalabad, Lahore y Patokki. Algunas de estas especies, Bismarkia nobilis, Brahea decumbens, Brahea armata, Butia capitata, Caryota mitis, Chamaedorea cataractarum, Chamaedorea elegans, Chamaedorea seifrizii, Dypsis decaryi, y Raphis excelsa (familia Palmae), y Cycas circinalis, Cycas thoursii, Dioon edule, y Dioon spinolossum (familia Cycadaceae).
- Arboreto de especies de árboles nativos. Durante la primera etapa de configuración del jardín se ha dado preferencia a las palmas y a las gimnospermas. Durante la segunda fase, serán recolectados de diferentes áreas del Punjab árboles pertenecientes a las familias de las dicotiledóneas para plantarlos en el jardín.
- Colección de plantas raras o amenazadas, se han plantado varias especies de plantas amenazadas tanto nativas como exóticas. Entre las especies nativas amenazadas se encuentran, Nannorrhops ritchiana y Phoenix loureirii. Entre las especies exóticas, las pertenecientes a Phoenix, Cheamedora, Cycas, Rhapis, Brahia, Dioon, Bismarckia, y Caryota son de una gran importancia  ecológica.